# پس‌دمه

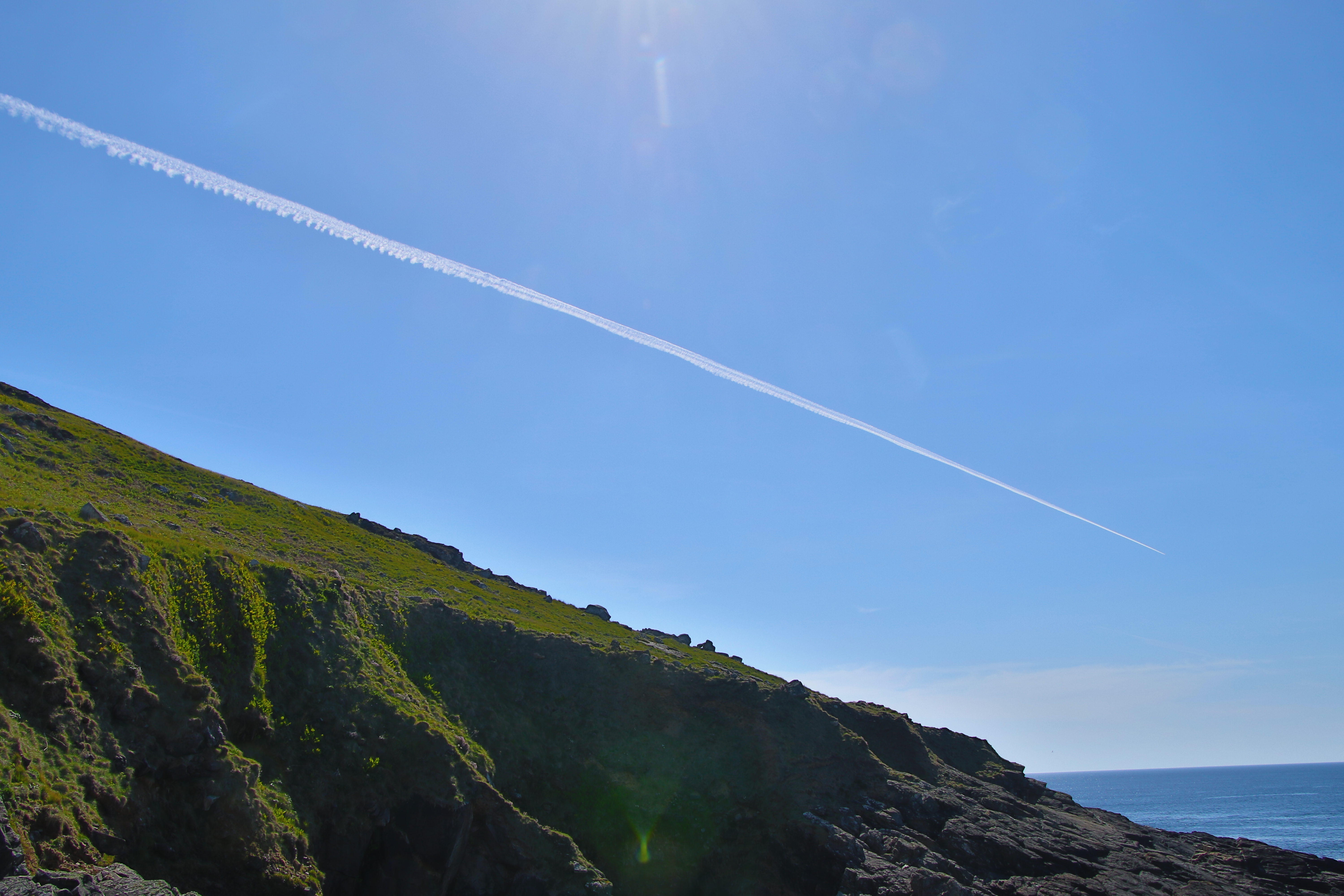
کنترل هواپیما

پَس‌دَمه یا ابر خطی (به انگلیسی: کانتریل: Contrails کوتاه شدهٔ "condensation trails") دنبالهٔ سپیدرنگی است که هواپیمای جت در آسمان از خود باقی می‌گذارد و از بخار آب هم‌فشرده درست شده‌است. به ابر خطی، بخار دنباله‌دار و ابر پَرسای هوانوردی (لاتین: cirrus aviaticus) هم گفته‌اند.
پس‌دمه‌ها ابرهای خطی‌شکلی هستند که توسط گاز خروجی از موتور هواگردها، و معمولاً در ارتفاع چندین مایلی بالای زمین، تشکیل می‌شوند. ماده اصلی تشکیل‌دهنده ابرهای خطی آب است که به شکل بلور یخ درآمده‌است. به واسطه دمای پایین محیط در ارتفاع‌های بالا، بخار آب موجود در گاز خروجی موتور هواپیما شکل خطی دنباله‌دار را به خود می‌گیرد.

## فرایند شکل‌گیری
ناخالصی‌های موجود در گاز خروجی از موتور هواپیما، که شامل ترکیبات سولفوری (۵ صدم درصد وزن سوخت جت) است، هسته‌هایی را فراهم می‌آورند که ذرات آب موجود در خروجی موتور هواپیما می‌توانند به دور این هسته‌ها شکل گرفته و بزرگ شوند. در صورت شکل گرفتن چنین قطره‌های آبی، این قطره‌ها در اثر دمای محیط یخ زده و پس‌دمه‌ها را تشکیل می‌دهند. به علاوه، تغییر فشار هوا در (ریز)گردبادهایی که در نوک بال‌های هواپیما تشکیل می‌شوند هم می‌تواند به شکل‌گیری ابرهای خطی منجر شود. پس‌دمه‌ها و دیگر ابرهایی که در اثر فعالیت مستقیم انسانی شکل می‌گیرند را انسان‌زاد (به انگلیسی: homogenitus) می‌نامند.

## نگارخانه

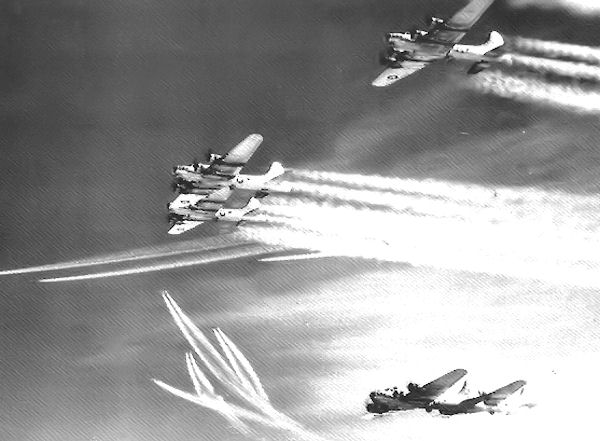
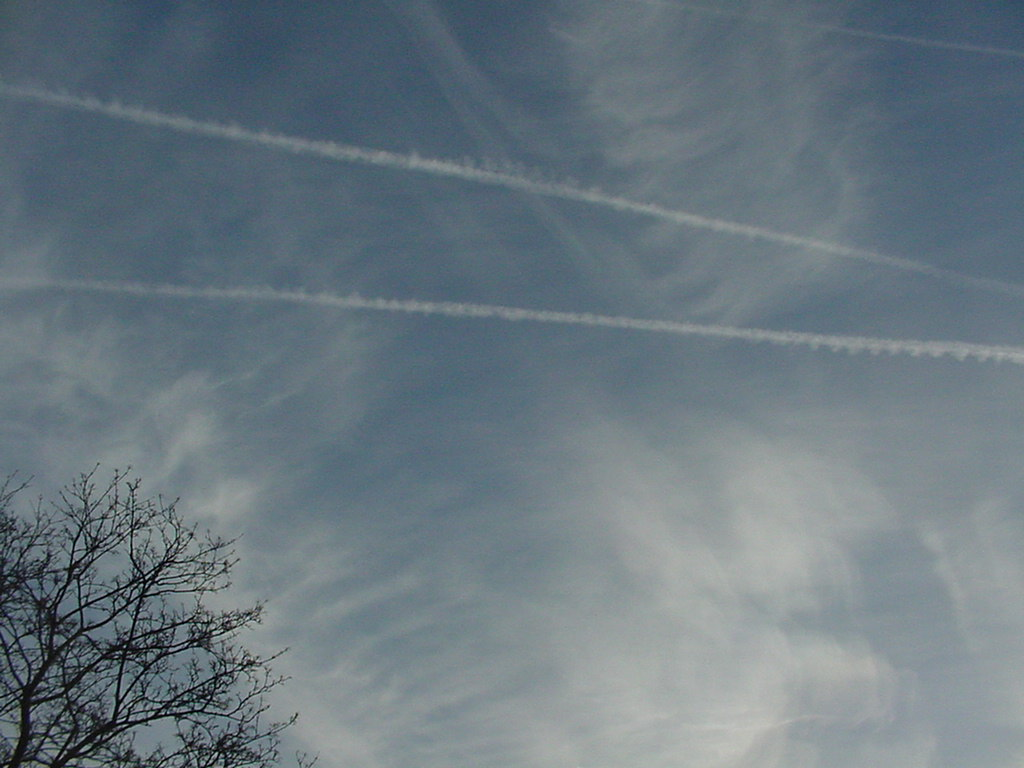
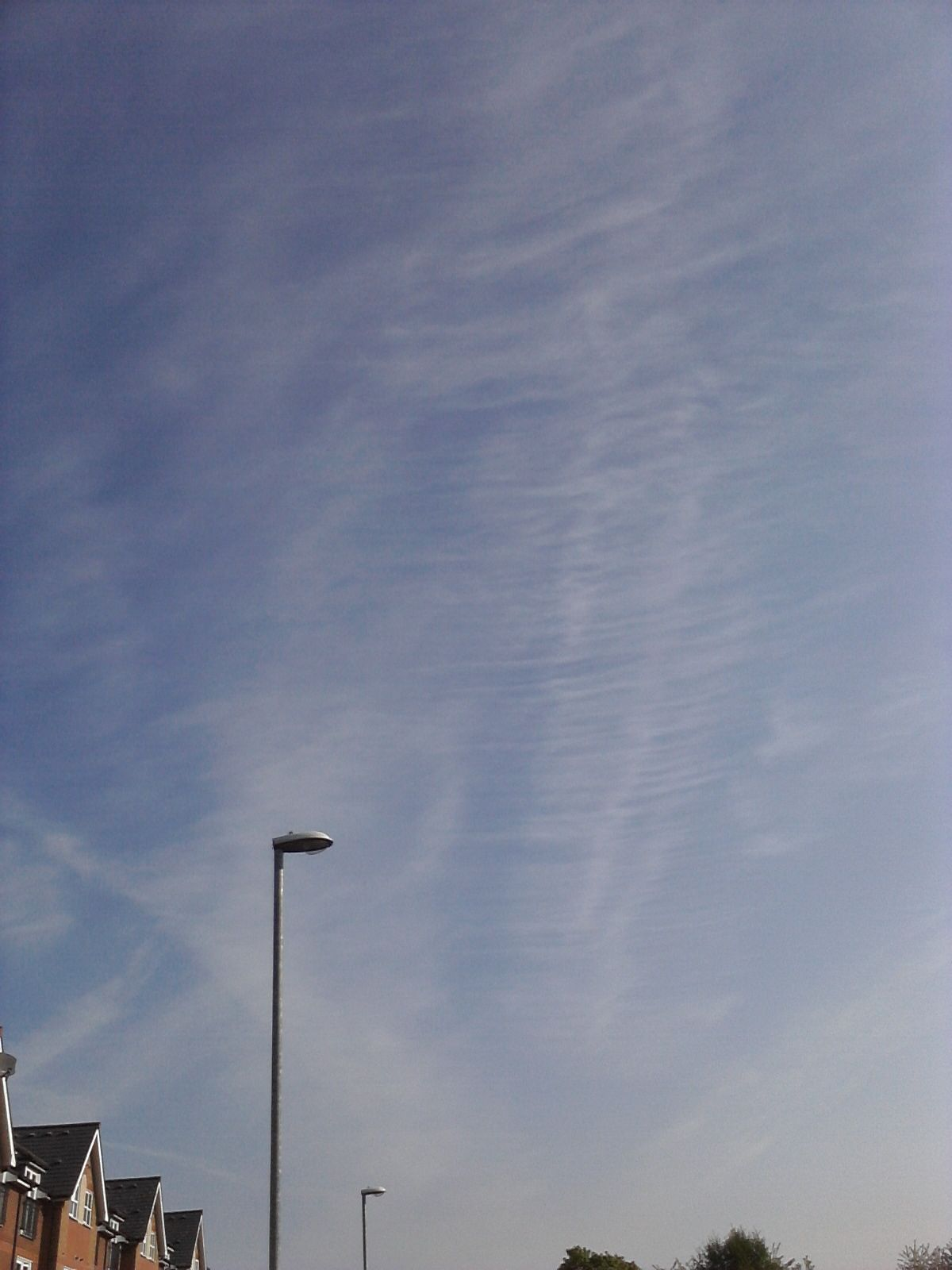
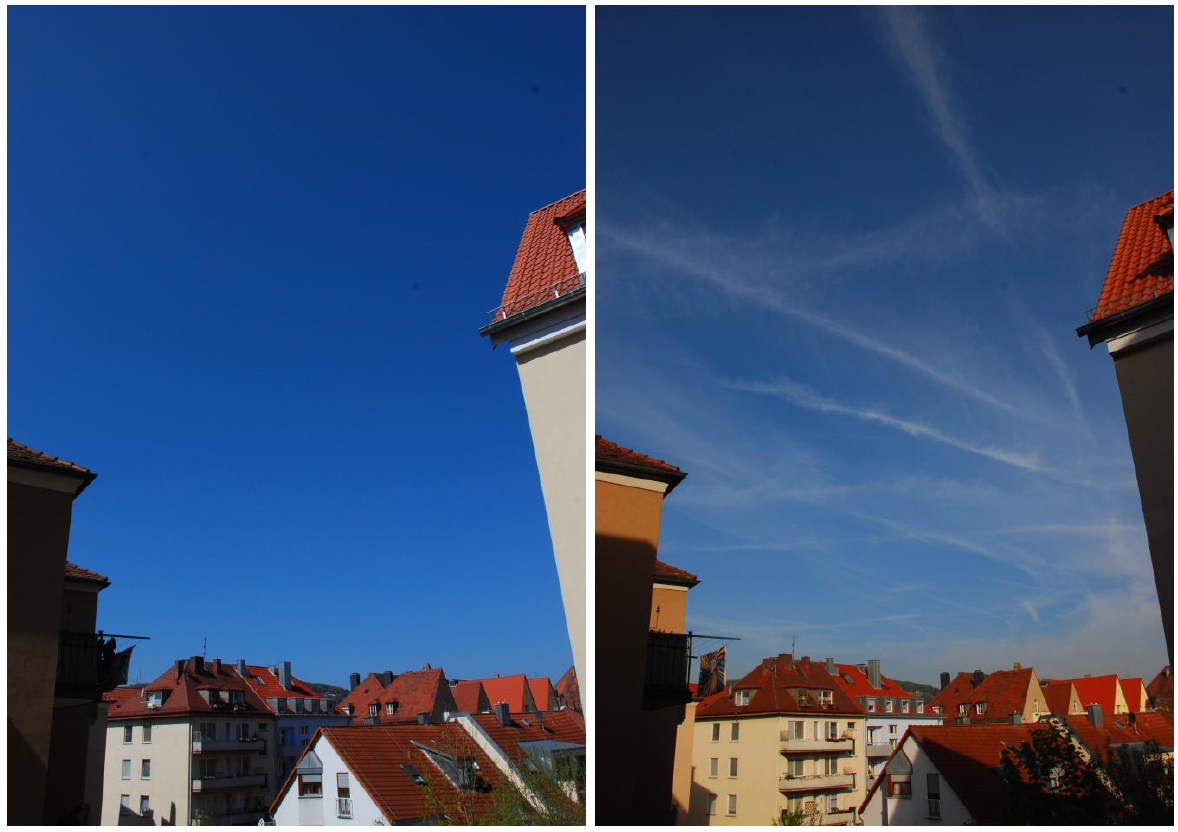
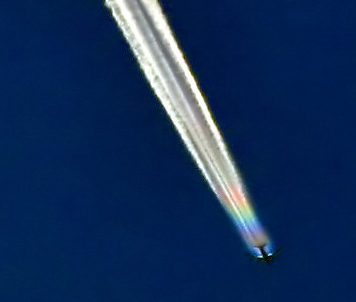
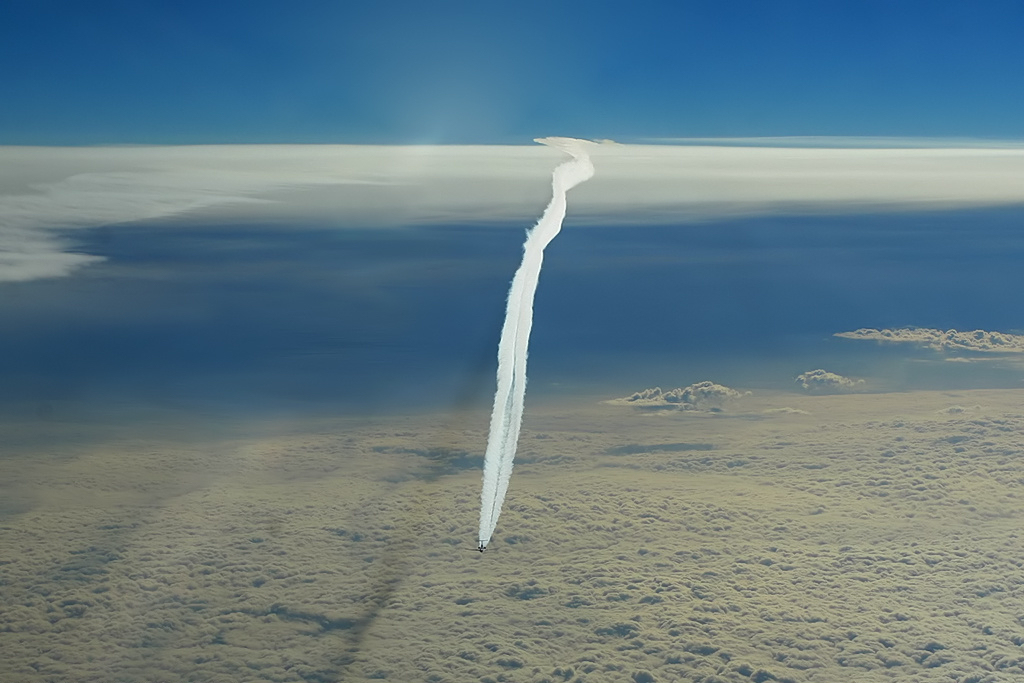
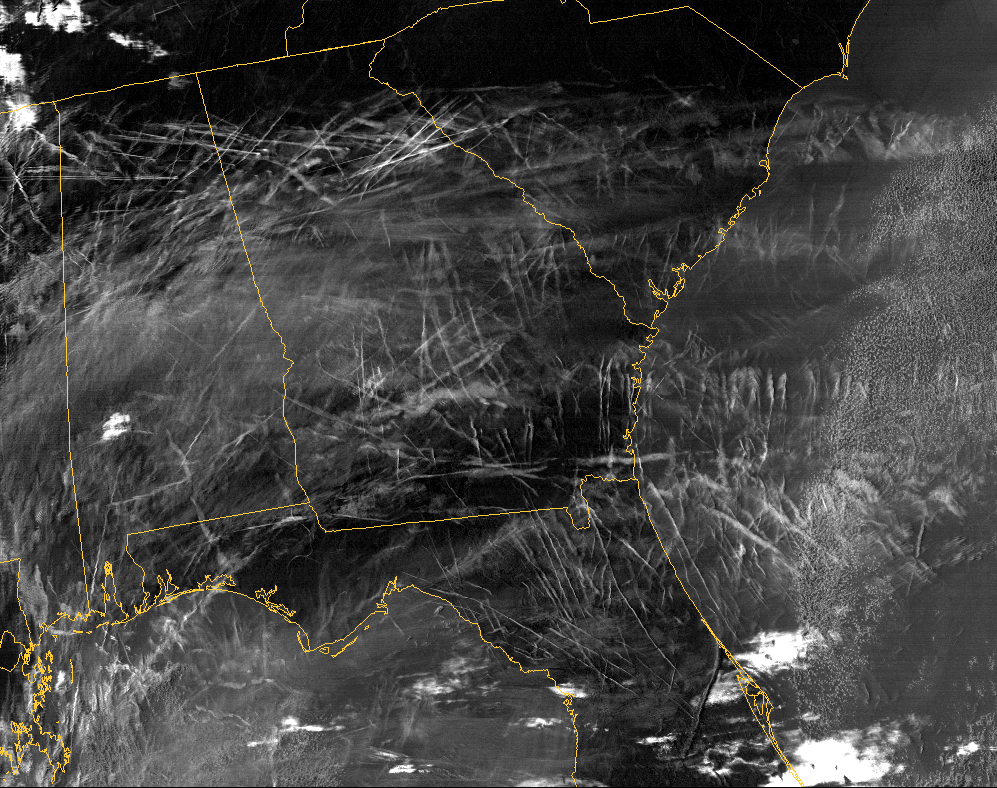
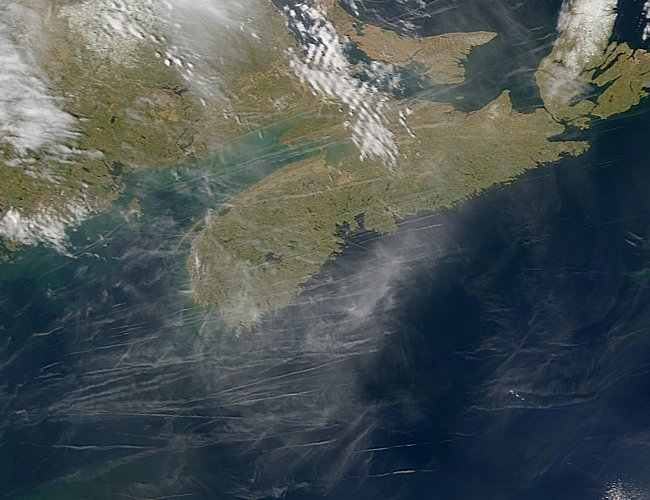
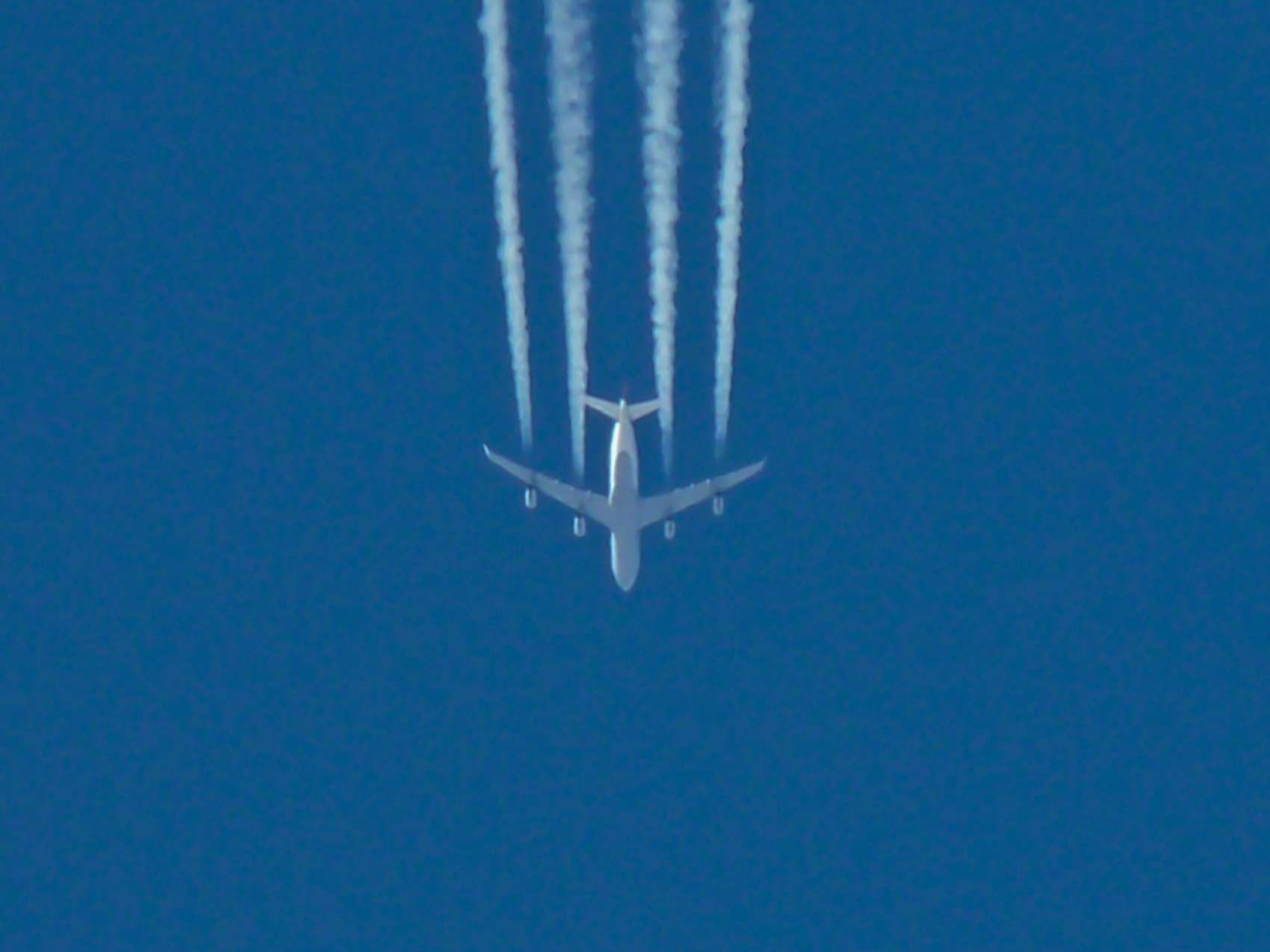
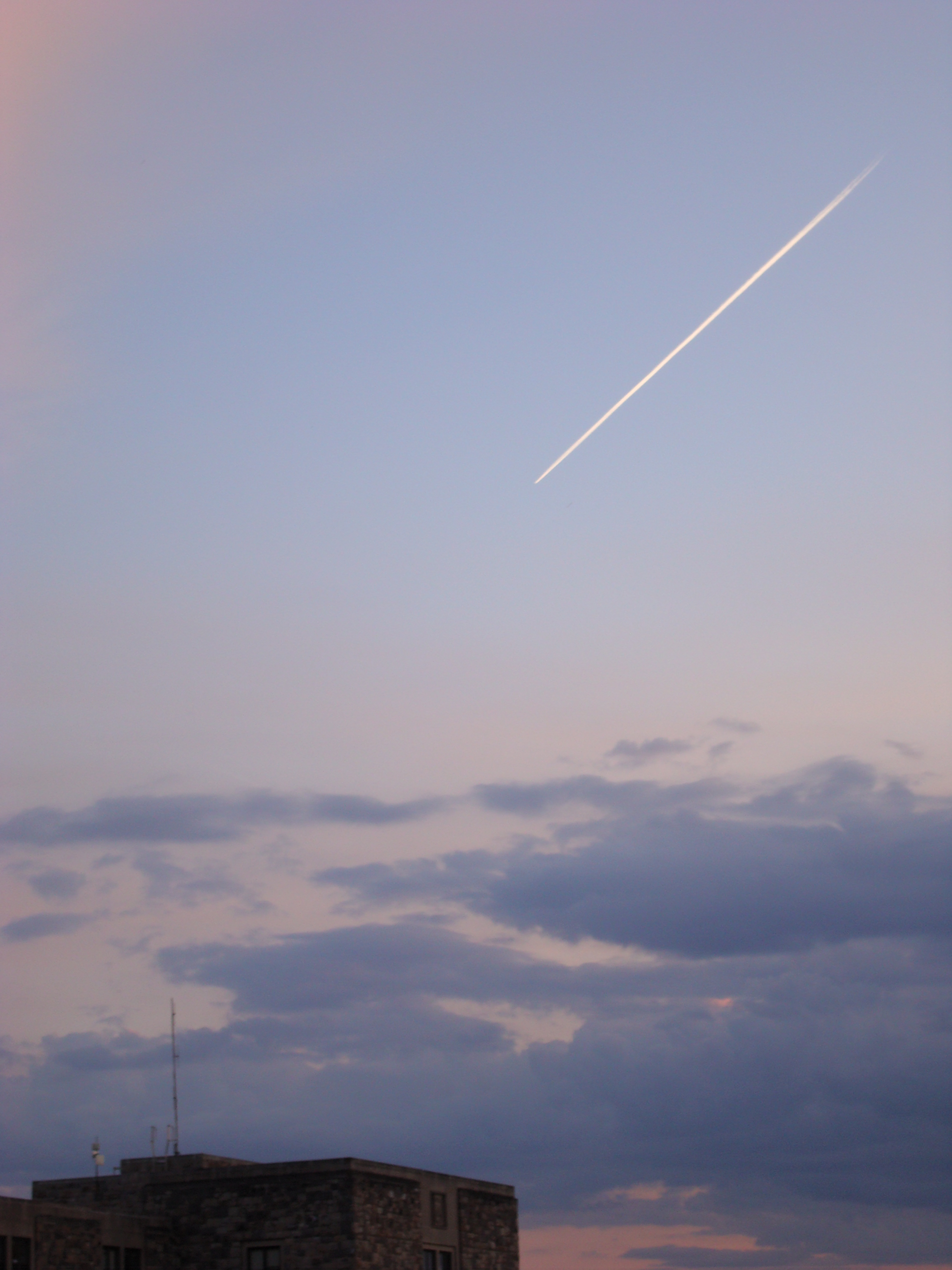
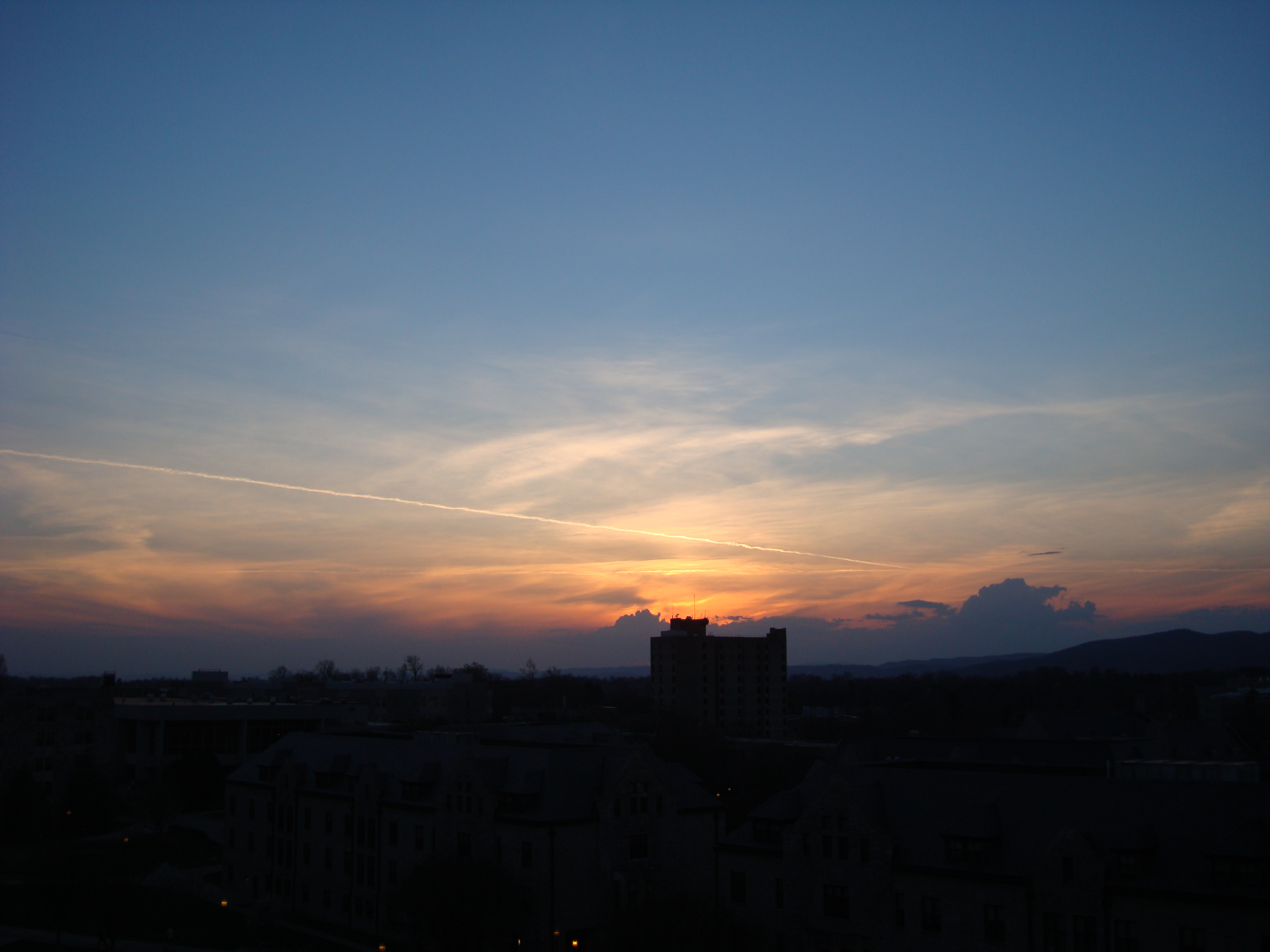